# Roze grauwworm
De roze grauwworm (Aporrectodea rosea)  een soort regenworm behorend tot de Lumbricidae. Hij is ingedeeld tot de endogetische groep, dat wil zeggen de eerste centimeters van de grond. Het is aanwezig in een grote verscheidenheid aan slecht organische bodems en is verspreid over bijna de hele planeet. Hij komt veel voor in Europa, vooral in Oekraïne.

## Kenmerken
De roze grauwworm is 4 tot 7 cm lang en 2 tot 3,5 mm in diameter en weegt 1,5 tot 3 g. Het is roze gekleurd en heeft een bevruchtingsring, het clitellum, die een bijzonder opvallende oranjeroze kleur vertoont.

## Ecologie
Aporrectodea rosea is een endogetische soort die voorkomt in de eerste dertig centimeter van loof- en naaldbossen, maar ook in bouwland en weidegronden. Het verdraagt een zure pH en waardeert vochtige en slecht organische bodems.

## Levenswijze
De roze regenworm is geofaag en graaft bijna horizontale gangen. Het presenteert een parthenogenetische reproductiewijze.

## Verspreiding
De roze regenworm komt voor in in Europa, Azië, Noord- en Zuid-Amerika, Afrika en Australië.